# Fjodor Jegorowitsch Jenakijew

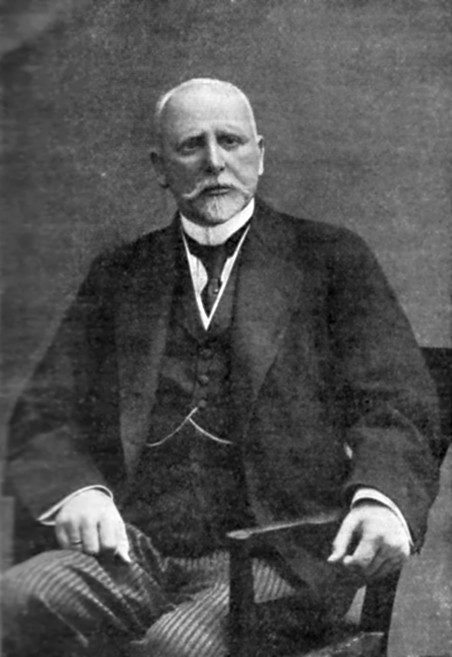
Fjodor Jegorowitsch Jenakijew

Fjodor Jegorowitsch Jenakijew (russisch Фёдор Егорович Енакиев; * 30. Dezember 1851jul. / 11. Januar 1852greg.; † 16. Januarjul. / 29. Januar 1915greg. im Gouvernement Moskau) war ein russischer Ingenieur und Unternehmer.

## Leben
Jenakijew, Sohn des adligen Gendarmerie-Majors  Jegor Wassiljewitsch Jenakijew aus dem Gouvernement Cherson und seiner Frau Michalina Antonowna geborene Kossowskaja, hatte sieben Geschwister. Er studierte in St. Petersburg am Institut für Verkehrsingenieure mit Abschluss 1876 als Zivilingenieur mit dem Anrecht auf Eintritt in den öffentlichen Dienst als Kollegiensekretär (10. Rangklasse).
Ab 1876 arbeitete Jenakijew als Zivilingenieur bei der Nikolai-Eisenbahn (St. Petersburg – Moskau). Dann war er Geschäftsführungsmitglied der Baltischen Eisenbahn, deren Direktor er wurde. 1885 heiratete er Anna Fjodorowna Winberg, mit der er drei Söhne und zwei Töchter bekam.
1889 beteiligte sich Jenakijew an der St. Petersburger Elevator-Aktiengesellschaft.
Für die mit Boleslaw Jalowezki und den belgischen Unternehmern Octave Neef-Orban und Oscar Billet gegründete Russisch-Belgische Metallurgie-Gesellschaft verfasste Jenakijew die Satzung, die 1895 vom russischen Ministerkomitee genehmigt wurde. Im selben Jahr wurde im Donbass mit dem Bau des Petrowski-Hüttenwerks dieser Gesellschaft begonnen. Im November 1897 wurde der erste Hochofen angeblasen. Die dortige Arbeitersiedlung wurde die Stadt Jenakijewe, wobei Jenakijew auch für die nötige soziale Infrastruktur sorgte.
Jenakijew entwickelte das Projekt der Eisenbahnlinie Schteriwka – Mariupol.
1900 gründete Jenakijew mit anderen Unternehmern die Genossenschaft Ingenieure A. M. Gorjainow und F. J. Jenakijew, die 1906 die Russisch-Persische Bergbauindustrie-Gesellschaft wurde, für die Nutzung von Kupfer- und Silber-Bleierzen in der persischen Provinz Aserbaidschan.
Während der Russischen Revolution 1905 wurde Jenakijew ausgewählt, um zusammen mit weiteren Unternehmern die Bedürfnisse des Handels und Gewerbes in dieser unruhigen Zeit zu formulieren. Sie forderten ein ruhiges gesetzlich geregeltes Staatsleben, die systematische Förderung aller Zweige der nationalen Arbeit und die Dezentralisierung der Staatsmacht zur freien Entfaltung der lokalen Organisationen und Institutionen.
Jenakijew entwickelte 1909–1912 zusammen mit Leonti Benois und Marian Peretjatkowitsch ein großes Projekt für die Neugestaltung St. Petersburgs mit dem Bau eines U-Bahn-Netzes.
Jenakijew starb in der Nacht zum 29. Januar 1915 in einem Sanatorium bei Moskau.
Der Bildhauer Petro Antyp schuf 1999 eine Skulptur Jenakijews. Antyp gestaltete dann mit dem Bildhauer Dmitri Iljuchin und der Architektin Olga Wereschtschagina ein Jenakijew-Denkmal, das 2010 im Zentrum Jenakijewes enthüllt wurde.

## Ehrungen
- Sankt-Stanislaus-Orden III. Klasse, II. Klasse
- Silberne Preußische Kronen-Orden-Medaille
- Persischer Sonnen- und Löwenorden II. Klasse mit rotem Band